# Język friulski

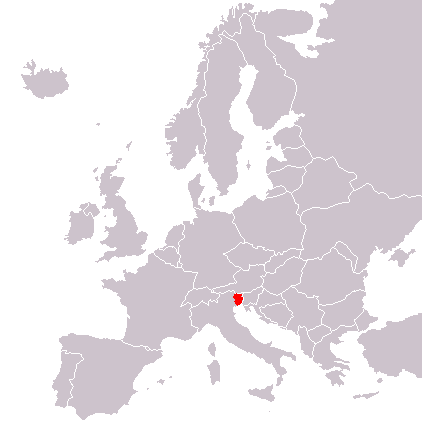
Zasięg geograficzny języka friulskiego

Język friulski a. friulański a. furlański – jeden z języków retoromańskich, największy pod względem liczby mówiących.
Posługuje się nim ponad pół miliona osób, przede wszystkim Friulowie, ale również niektórzy Włosi i Słoweńcy mieszkający w regionie autonomicznym Friuli-Wenecja Julijska (północno-wschodnie Włochy). Dawniej obszar języka furlańskiego obejmował  Triest i część Istrii, lecz później język furlański został wyparty z wybrzeża Morza Adriatyckiego przez język włoski oraz język słoweński i obecnie jego zasięg ogranicza się do historycznych granic regionu Friuli. W 1999 roku został oficjalnie uznany przez państwo włoskie.
Dawniej język furlański, język ladyński i język romansz były często uważane za trzy regionalne odmiany języka retoromańskiego. Badania R. A. Halla Jr. przemawiają jednak za uznaniem ich za trzy odrębne języki.
We furlańskim występuje pewna liczba wyrazów słowiańskiego pochodzenia, zaczerpniętych z sąsiednich dialektów słoweńskich, np. cos (czyt. kos, „kosz, koszyk”), colaç (czyt. kolacz, „kołacz, obwarzanek”).
Furlański jako język literacki dopiero się kształtuje. Obecnie istnieją dwie skodyfikowane pisownie. Pierwsza z nich, opracowana przez miłośników języka furlańskiego Gianniego Nazziego i Giorgia Faggina, charakteryzuje się użyciem zaczerpniętego z języków słowiańskich znaku diakrytycznego (haczka), np. w literze č. Druga, stworzona w 1986 roku na zamówienie władz prowincji Udine przez katalońskiego profesora Xaviera Lamuelę, w większym stopniu uwzględnia zróżnicowanie dialektalne języka furlańskiego i została w 1996 roku przyjęta jako oficjalna przez władze regionu autonomicznego Friuli-Wenecja Julijska.
Literatura w języku furlańskim jest stosunkowo skąpa. Najbardziej znanym jej przedstawicielem jest Pier Paolo Pasolini, którego matka była Friulką, i który w tym języku tworzył swoje wczesne utwory poetyckie. Niektóre ze swoich powieści napisał w języku friulskim włoski pisarz współczesny Carlo Sgorlon.
Na używanie języka furlańskiego decyduje się część wykonawców muzyki popularnej. Co roku ukazuje się kilkanaście albumów muzycznych z tekstami w tym języku, reprezentujących takie gatunki jak rock, blues, folk, hip-hop  czy muzyka eksperymentalna. Szlak przecierał hardcore punkowy zespół Inzirli, działający w pierwszej połowie lat dziewięćdziesiątych. Do znanych zespołów śpiewających w języku furlańskim należą Arbe Garbe i 'Zuf de Žur.

## Język friulski a język włoski

### Różnice w słownictwie
Język friulski zbliżony jest do włoskiego. Jednakże miały na niego wpływ inne języki. Dlatego też wiele słów friulskich ma inny źródłosłów niż włoskie. Mogą mieć ten sam źródłosłów, ale nie przeszły do friulskiego z włoskiego. Zdarza się też, że mają swoje odpowiedniki w języku włoskim, ale rzadziej używane.
Przykłady:
| włoski   | friulski | znaczenie oraz uwagi |
| -------- | -------- | -------------------- |
| bambino  | frut     | „dziecię”            |
| chiedere | domandâ  | „pytać”, „prosić”    |
| usare    | doprâ    | „używać”             |

### Różnice w gramatyce

#### Rodzajniki
| Język włoski | Język friulski |
| ------------ | -------------- |
| un, uno      | un             |
| una          | une            |
| il, lo       | il             |
| la           | la             |
| i, gli       | i              |
| le           | lis            |

W języku friulskim, rodzajniki nieokreślone nie są skracane przed samogłoską do un' .

#### Przyimki
- Przyimki bez rodzajników:

| Język włoski | Język friulski |
| ------------ | -------------- |
| a/ad         | a              |
| con          | cun            |
| di           | di             |
| in           | in             |
| per          | par            |
| senza        | cence          |

- Przyimki włoskie z rodzajnikami:

|    | il  | l'    | lo    | la    | i   | gli   | le    |
| -- | --- | ----- | ----- | ----- | --- | ----- | ----- |
| a  | al  | all'  | allo  | alla  | ai  | agli  | alle  |
| da | dal | dall' | dallo | dalla | dai | dagli | dalle |
| di | del | dell' | dello | della | dei | degli | delle |
| in | nel | nell' | nello | nella | nei | negli | nelle |
| su | sul | sull' | sullo | sulla | sui | sugli | sulle |

- Przyimki friulskie z rodzajnikami:

|           | il         | i          | la                | lis                  |
| --------- | ---------- | ---------- | ----------------- | -------------------- |
| di        | dal        | dai        | de, da la         | des, da lis          |
| a         | al         | ai         | ae, a la          | aes, a lis           |
| in(inta)' | intal, tal | intai, tai | inte, te, inta la | intes, tes, inta lis |
| par       | pal        | pai        | pe, par la        | pes, par lis         |
| su        | sul        | sui        | su la             | su lis               |
| cun       | cul        | cui        | cu la             | cu lis               |

#### Rzeczownik
- Rzeczowniki i przymiotniki rodzaju męskiego, które we włoskim kończą się -o w liczbie pojedynczej, we friulskim nie mają na końcu tej samogłoski: wł. filosofo, polacco, italiano – friul. filosof, polac, talian. Końcówka włoska -go przybiera we friulskich odpowiednikach postać -c, a jeśli przed nią jest samogłoska akcentowana, to we friulskim zaznacza się akcent: wł. dramaturgo, pedagogo – friul. dramaturc, pedagôc. Końcówki włoskie -bro, -pro, -tro przybierają we friulskich odpowiednikach postać -bri, -pri, -tri: wł. altro – friul. altri.
- Rzeczowniki rodzaju żeńskiego, które we włoskim kończą się -a w liczbie pojedynczej, we friulskim kończą się -e (podobnie zresztą jak i przymiotniki): wł. vita – friul. vite
- Liczbę mnogą rzeczowników tworzy się we friulskim dodając końcówkę -s w miejsce włoskiej -i, natomiast w przypadku rzeczowników rodzaju żeńskiego, stawia się końcówkę -is w miejsce włoskiej -e: wł. americani, americane – friul. americans, americanis. Końcówki włoskie liczby mnogiej rodzaju męskiego -bri, -pri, -tri przybierają we friulskich odpowiednikach postać -bris, -pris, -tris: wł. altri – friul. altris.

#### Czasownik

##### Odmiana czasowników
- Bezokoliczniki:
  - Bezokoliczniki włoskie pierwszej koniugacji mają końcówkę -are, a we friulskim ta końcówka ma postać -â: wł. emigrare – friul. emigrâ.
  - Bezokoliczniki włoskie drugiej koniugacji mają końcówkę -ere, a we friulskim ta końcówka ma postać -i: wł. resistere, rompere – friul. resisti, rompi.
  - Bezokoliczniki włoskie trzeciej koniugacji mają końcówkę -ire, a we friulskim ta końcówka ma postać -î: wł. partire, colpire – friul. partî, colpî.
- Czasowniki w 3. osobie liczby pojedynczej poprzedza się we friulskim słowem al: wł. imita – friul. al imite. Czasowniki w 3. osobie liczby mnogiej poprzedza się we friulskim słowem a: wł. imitano – friul. a imitin.
- Czasowniki włoskie, które w 3. osobie liczby pojedynczej czasu teraźniejszego przybierają końcówkę -a, we friulskim mają odpowiedniki zakończone -e: wł. pensa – friul. al pense.
- Czasowniki włoskie, które w 3. osobie liczby mnogiej czasu teraźniejszego przybierają końcówkę -ano lub -ono, we friulskim mają odpowiedniki zakończone -in: wł. pensano, esistono – friul. a pensin, a esistin.
- Czasowniki włoskie w 3. osobie liczby mnogiej czasu przyszłego przybierają końcówkę -anno, we friulskim mają odpowiedniki zakończone -an: wł. penseranno, crederanno – friul. a pensaran, a crodaran.
- Imiesłowy czasu przeszłego:
  - Zakończone w języku włoskim -ato (masc.) oraz -ata we friulskim kończą się odpowiednio -ât i -ade: wł. chiamato, chiamata – friul. clamât, clamade. Jeżeli akcent w rodzaju męskim nie pada na a, nie zaznacza się go nad tą literą: wł. creato – friul. crêat.
  - Zakończone w języku włoskim -uto (masc.) oraz -uta we friulskim kończą się odpowiednio -ût i -ude: wł. riconosciuto – friul. ricognossût.
  - Zakończone w języku włoskim -ito (masc.) oraz -ita we friulskim kończą się odpowiednio -ît i -ide: wł. infinito – friul. infinît.

##### Odmiana czasowników posiłkowych (niektóre formy)
- Czasownik „być"

| Język włoski | Język friulski | Forma gramatyczna:                                                                             |
| ------------ | -------------- | ---------------------------------------------------------------------------------------------- |
| essere       | jessi          | bezokolicznik                                                                                  |
| è            | è/je           | czas teraźniejszy, l. pojedyncza, 3. osoba „è” („al è”) dla rodzaju męskiego, „je” – żeńskiego |
| sono         | son            | czas teraźniejszy, l. mnoga, 3. osoba                                                          |

- Czasownik „mieć”

| Język włoski | Język friulski | Forma gramatyczna:                         |
| ------------ | -------------- | ------------------------------------------ |
| avere        | vê             | bezokolicznik                              |
| ha           | à              | czas teraźniejszy, l. pojedyncza, 3. osoba |
| abbiamo      | vin            | czas teraźniejszy, l. mnoga, 1. osoba      |

#### Przymiotnik
- Liczbę mnogą i rodzaj przymiotników tworzy się analogicznie jak liczbę mnogą i rodzaj rzeczowników.
- Przymiotniki stopnia wyższego tworzy się we friulskim za pomocą przysłówka plui – odpowiednika włoskiego più.

#### Zaimki
| Język włoski | Język friulski | Uwagi |
| ------------ | -------------- | ----- |
| questo       | chest          | „ten” |

#### Spójniki
| Język włoski | Język friulski | Uwagi     |
| ------------ | -------------- | --------- |
| anche        | ancje          | „również” |
| e/ed         | e              | „i”       |
| ma           | ma             | „ale”     |

#### Przysłówki
| Język włoski | Język friulski | Uwagi                 |
| ------------ | -------------- | --------------------- |
| così         | cussì          | „tak”, „w ten sposób” |
| più          | plui           | „bardziej”            |
| quando       | cuant che      | „kiedy”               |
| sempre       | simpri         | „zawsze”              |

#### Inne różnice gramatyczne
We włoskim, używa się partykuły przeczącej non, we friulskim no, która przed czasownikiem 3. osoby liczby pojedynczej przyjmuje postać nol, czyli no al.

### Różnice w ortografii
We friulskim, w odróżnieniu od włoskiego, zachowały się grupy pl-, bl-, fl-, cl-: wł. pianta, bianco, fiore, chiara – friul. plante, blanc, flor, clare.
Podwójnym spółgłoskom w wyrazach włoskich odpowiadają pojedyncze we friulskich: wł. scrittore – friul. scritôr. Reguła nie dotyczy s.
Włoskiemu -ge-, odpowiada friulskie -gje-, włoskiemu -gi- – friulskie -gj- przed samogłoską i -gji- przed spółgłoską lub gdy i jest akcentowane. Dotyczy to wyrazów, których łacińskie odpowiedniki mają  -ge- lub -gi. Wł. pagina, geometrìa – fur. pagjine, gjeometrie (łac. pagina, geometria).

### Inne różnice

#### Przedrostki i przyrostki
| Język włoski              | Język friulski            | Uwagi                                         |
| ------------------------- | ------------------------- | --------------------------------------------- |
| -ale                      | -âl                       |                                               |
| -anza, -enza              | -ance, -ence              | działanie, jakość lub bycie czymś             |
| -are                      | -âr                       | tworzenie przymiotników                       |
| -ico (masc.), -ica (fem.) | -îc (masc.), -ighe (fem.) |                                               |
| -ione                     | -ion                      |                                               |
| -ismo                     | -isim                     |                                               |
| -ista                     | -ist                      | wyznawca pewnego poglądu, wykonawca czynności |
| -ivo (masc.), -iva (fem.) | -îf (masc.), -ive (fem.)  |                                               |
| -logia                    | -logjie                   | w nazwach dziedzin nauki                      |
| -mente                    | -mentri                   | tworzenie przysłówka                          |
| -ore                      | -ôr                       | wykonawca czynności                           |
| -tà                       | -tât                      |                                               |